# Gosselin d'Arques
Pour les articles homonymes, voir Gosselin.
Gosselin (ou Goscelin) d'Arques, mort avant le 18 juillet 1047, est un aristocrate normand, vicomte d'Arques et vicomte de Rouen.
Il fonde l'abbaye de la Trinité-du-Mont à Rouen et l'abbaye Saint-Amand de Rouen.

## Biographie

### Vicomte
Gosselin ou Goscelin, fils d'Heddo, est attesté comme vicomte d'Arques en 1031, son prédécesseur dans cette charge et premier vicomte d'Arques connu, Renaud, étant cité en 1025/1026. En 1035, le gendre et successeur de Gosselin, Godefroy ou Geoffroy, est attesté comme vicomte d'Arques,,.
Gosselin est vicomte de Rouen de 1030/1031 à 1035/1045,. Il est attesté comme vicomte de Rouen en 1030/1035 dans un acte, et il est cité comme tel dans un récit plus tardif, qui le qualifie de vicecomes Rotomagensis... et Archacensis, vicomte de Rouen et d'Arques. On ignore si Gosselin est en même temps vicomte de Rouen et vicomte d'Arques ou s'il est d'abord vicomte d'Arques vers 1025/1026-1030 avant d'être vicomte de Rouen. Le prédécesseur de Gosselin dans la vicomté de Rouen s'appelle Richard. Il est vicomte de Rouen de 1015 environ à vers 1030.
Vers 1030-1035, Gosselin adopte dans un acte une titulature princière ou royale, Dei gratia vicecomes, vicomte par la grâce de Dieu. Il s'agit de l'une des toutes premières traces en Normandie de cette titulature, que les ducs viennent à peine d'adopter. Elle reste exceptionnelle pour un vicomte. Son épouse, Emmeline, porte le titre de vicecomitissa, vicomtesse, ce qui est un cas unique en Normandie au XIe siècle.
L'enracinement du pouvoir de Gosselin se manifeste par le fait que son gendre, Godefroy, lui succède comme vicomte d'Arques. Toutefois, ce dernier ne réussit pas à transmettre cette charge à ses fils.

### Fondateur d'abbayes
En 1028/1035, il reçoit de l'abbé de Fécamp Jean des terres situées dans le comté d'Arques, à Saint-Aubin-sur-Scie et à Tourville-la-Chapelle qui appartenaient auparavant au vicomte d'Arques Renaud. Il se peut que cet acte ne soit qu'une régularisation et que Gosselin se soit en fait approprié ces terres auparavant.
Gosselin fonde l'abbaye de la Trinité-du-Mont à Rouen,,, en 1030. Il y fait installer une relique attribuée à sainte Catherine d'Alexandrie. La charte de fondation de cette abbaye est l'une des premières mentions du port de Dieppe, port dont les marins doivent fournir l'abbaye en harengs, sur ordre du vicomte. Gosselin est un des premiers aristocrates normands à fonder une abbaye, imitant le duc de Normandie. Gosselin constitue ainsi sa puissance foncière au détriment de propriétés ecclésiastiques avant de la consolider en fondant une abbaye. Lors de cette fondation, il donne à l'abbaye de la Trinité-du-Mont les églises de Gravigny et de Huest. Il est possible qu'il ait acquis ces possessions dans le cadre d'une politique menée par le duc de Normandie Robert le Magnifique contre son oncle le comte d'Évreux et archevêque de Rouen Robert le Danois. Avec son épouse Emmeline, Gosselin fonde également l'abbaye Saint-Amand de Rouen,.
En 1045, il se retire à l'abbaye de la Trinité-du-Mont de Rouen, où il devient moine,. Emmeline et leur fille Béatrix entrent à Saint-Amand de Rouen. Gosselin meurt à l'abbaye de la Trinité-du-Mont de Rouen, avant le 18 juillet 1047 et il y est enterré avec son épouse. Cette abbaye et ce tombeau n'existent plus.